# Karyn S. Marshall
Karyn Susan Marshall (* 2. April 1956) ist eine US-amerikanische Gewichtheberin.

## Werdegang
Karyn S. Marshall begann 1978 mit dem Gewichtheben – zu einer Zeit, als das Frauen-Gewichtheben noch in den Kinderschuhen steckte. 1982 wurde sie bei den erstmals ausgetragenen USA-Meisterschaften Titelträgerin im Schwergewicht. Am 20. April 1985 erreichte sie im Stoßen mit 303 lbs. = 137,5 kg eine inoffizielle Weltbestleistung. Bei den Weltmeisterschaften 1987 in Daytona Beach, die erstmals auch Wettbewerbe für Frauen umfassten, gewann sie die Gewichtsklasse bis 82,5 kg mit einer Zweikampf-Leistung von 220 kg; damit hätte sie sogar die offene Gewichtsklasse gewinnen können. In den nächsten Jahren rückte sie in die nach oben offene Gewichtsklasse ab 82,5 kg auf, musste sich aber dort den Chinesinnen Han Changmei bzw. Li Yajuan geschlagen geben.
Marshall machte auch auf beruflicher Ebene Karriere. Sie errang 1980 den Bachelor of science der Columbia University, war danach zehn Jahre lang als Finanzanalystin in der Wall-Street in New York tätig und machte dann eine neue Ausbildung zur Chiropraktikerin und betreibt als Dr. Karyn S. Marshall eine Praxis in New York. Dem Gewichtheben blieb sie treu und wurde noch oftmalige US-Meisterin der „Masters“, letztmals 2005.

## Internationale Erfolge/Mehrkampf
(WM = Weltmeisterschaft, KG = Körpergewicht)
- 1987, 1. Platz, WM in Daytona Beach, bis 82,5 kg KG, mit 220 kg (95–125), vor Erika Takács, Ungarn und Milena Mileskowa, Bulgarien;
- 1988, 2. Platz, WM in Djakarta, über 82,5 kg KG, mit 225 kg, hinter Han Changmei, China, 232,5 kg und vor Veronika Tobias, Ungarn, 192,5 kg;
- 1989, 2. Platz, WM in Manchester, über 82,5 kg KG, mit 240 kg, hinter Han Changmei, 242,5 kg und vor Carol Cady, USA, 185 kg;
- 1990, 2. Platz, WM in Sarajewo, über 82,5 kg mit 242,5 kg, hinter Li Yajuan, China, 245 kg und vor Christina Iliewa, Bulgarien, 197,5 kg

## Medaillen Einzeldisziplinen
- WM-Goldmedaillen: 1987, Reißen, 95 kg – 1987, Stoßen, 125 kg – 1989, Reißen, 110 kg – 1990, Reißen, 112,5 kg
- WM-Silbermedaillen: 1988, Reißen, 97,5 kg – 1988, Stoßen, 127,5 kg – 1989, Stoßen, 130 kg – 1990, Stoßen, 130 kg

## USA-Meisterschaften
- 1982, 1. Platz, bis 75 kg KG, mit 147,5 kg,
- 1983, 1. Platz, bis 82,5 kg KG, mit 170 kg,
- 1984, 1. Platz, über 82,5 kg KG, mit 202,5 kg,
- 1985, 1. Platz, über 82,5 kg KG, mit 220 kg,
- 1987, 1. Platz, bis 82,5 kg KG, mit 200 kg,
- 1988, 1. Platz, bis 82,5 kg KG, mit 222,5 kg,
- 1989, 1. Platz, über 82,5 kg KG, mit 232,5 kg,
- 1991, 1. Platz, bis 82,5 kg KG, mit 195 kg

## Fotos

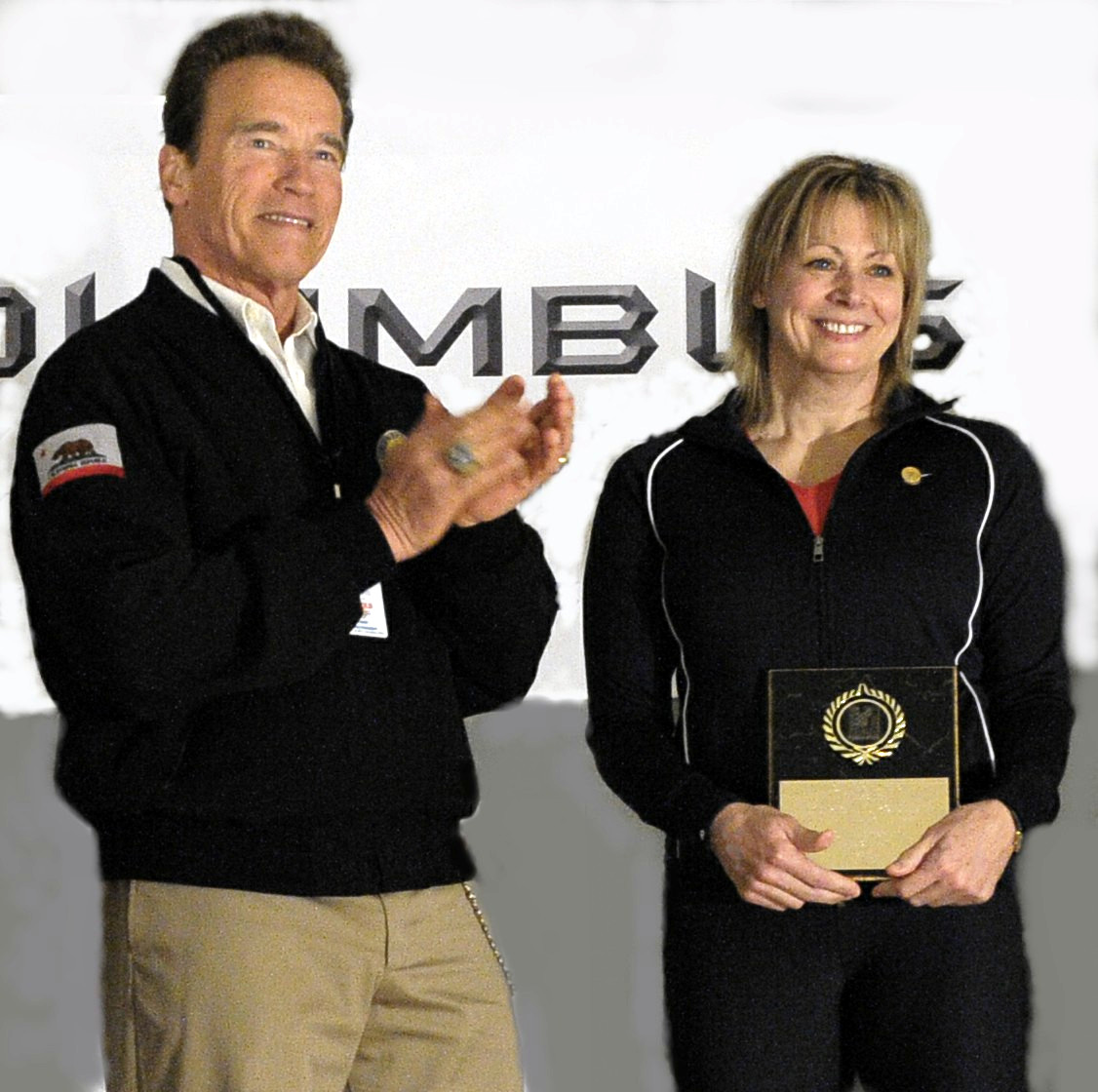
Mit Arnold Schwarzenegger
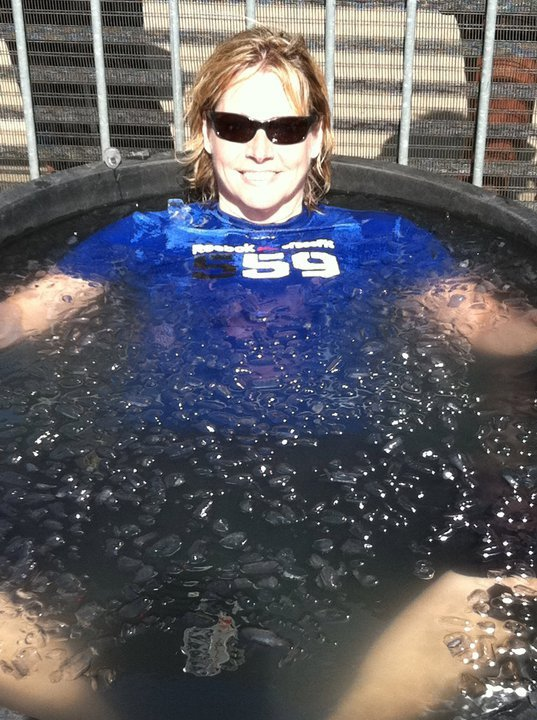
Eisbad
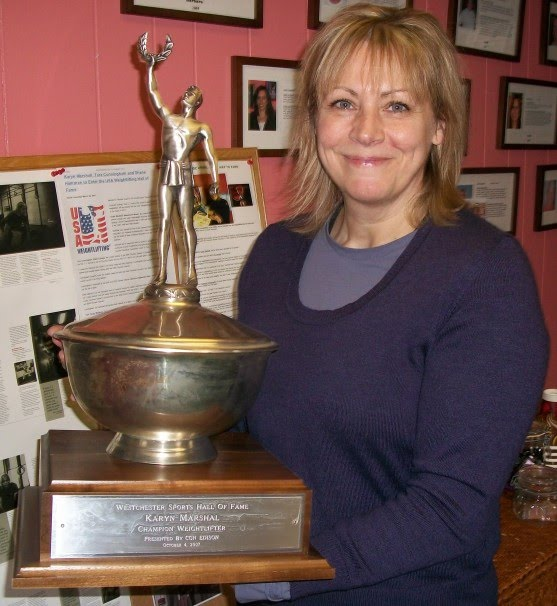
Mit Trophäe
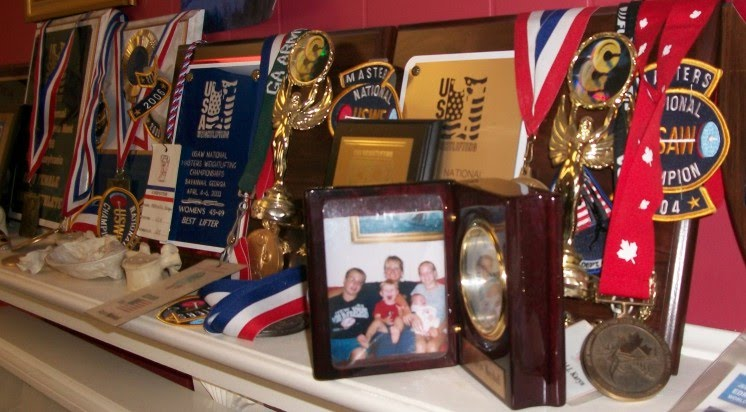
Auszeichnungen und Medaillen

| Personendaten    | Personendaten                   |
| ---------------- | ------------------------------- |
| NAME             | Marshall, Karyn S.              |
| ALTERNATIVNAMEN  | Tarter, Karyn S. (Geburtsname)  |
| KURZBESCHREIBUNG | US-amerikanische Gewichtheberin |
| GEBURTSDATUM     | 2. April 1956                   |